# Pro Grigioni Italiano
Pro Grigioni Italiano (acrónimo Pgi) es una asociación cultural fundada en 1918 en Coira, en el cantón de los Grisones, con la finalidad de fomentar la solidaridad entre las poblaciones de lengua italiana en el cantón (Val Poschiavo, Val Bregaglia, Val Mesolcina, Val Calanca y el centro poblado de Bivio) y entre todos los hablantes de italiano presentes en el cantón, para defender su propia lengua y la identidad cultural vinculada con ella.
La sede central continúa funcionando en Coira, en tanto que existen centros regionales grisones en Poschiavo, Castasegna, Roveredo, St. Moritz y Davos; más otros distribuidos por el resto de suiza, en Berna, Lugano, Sopraceneri y Zúrich.